# 翁迪
翁迪（1440年—？），字允吉，浙江紹興府餘姚縣人，民籍，明朝政治人物。

## 生平
成化四年（1468年）戊子科浙江鄉試第五十名舉人。成化十七年（1481年）中式辛丑科會試第二百四十四名，二甲第四十六名進士。弘治十年（1497年）九月由兵部郎中升貴州布政司右参议。

## 家族
曾祖翁伯和；祖父翁斌；父翁賜，母趙氏；繼母張氏。